# Теодор Русо
Теодор Русо (на френски: Théodore Rousseau) е френски художник – пейзажист. Основател е на „Барбизонската школа“. Събира около себе си първите художници, рисуващи на открито сред природата. Творчеството на Русо се отнася към реализма.

## Биография
Теодор Русо роден е на 15 април 1812 г. в Париж. Първите уроци по живопис получава от братовчед си Филип Русо, също художник. На 15 години учи 2 години при художника Жан Шарл Ремон. Русо пътува до Оверн и Нормандия, където рисува.
През 1831 г. Русо подава заявка за участие в Парижкия салон. Неговият пейзаж „Дивата природа в Оверн“ получава признание за техника на рисуване на живо. Следващите четири салона в Париж са неуспешни за Русо и до 1849 г. той не участва в публични изложби.
През зимата на 1836 – 1837 г. Русо рисува заедно с Диас де ла Пеня в Барбизон. Природата в Барбизон му е направила голямо впечатление и художникът се връща всяка година там, а през 1848 г. се премества заедно със съпругата си за постоянно.
Около Русо в Барбизон се събират група художници – Диас де ла Пеня, Жул Дюпре, Франсоа Добини. Така се създава „Барбизонската школа“, а Теодор Русо става неин ръководител.
Теодор Русо умира на 22 декември 1867 г. в Барбизон на 55-годишна възраст от сърдечен удар.

## Творчество
Русо обича и изучава природата, търси внушителните форми на вековните дъбове, грейналата светлина на залеза, плъзнала се по силуетите на дърветата. Спира вниманието си на средния план в пейзажа и го акцентира. Предният план – блатиста земя, трева, селски път – служи за подчертаване значението на втория план. Там са дърветата, поляните, които заемат най-значителната част от картината.
Едни от най-хубавите пейзажи на Русо са „Блатист пейзаж“, „Залез в края на гората при Фонтенбло“, „В околностите на Гранвил“.
Русо обича детайлите, изучава дори зеленикавите лишеи по напуканата кора на дърветата. Умее да обобщава дребните неща в цялото, да ги подчинява на общата концепция.

## Галерия
- Планински поток в Оверн (1830), National Gallery of Art, Вашингтон
- Дъбове (1850 – 1852), Лувър
- Място за производство на дървени въглища (около 1850), Художествен музей на Далас
- Място за производство на дървени въглища в гората Фонтебло (около 1855), Музей „Тисен“, Мадрид
- Пейзаж (1860 – 1862), Ермитаж
- Път между скалите (1861), Музей на изкуството „Метрополитън“
- Ескиз на дъб (1857 – 1867), Художествен музей на Хюстън
- Залез до Арбон в Пиренеите (1860 – 1865), Музей на изкуството „Метрополитън“